# Lophophora
Lophophora ist eine Pflanzengattung aus der Familie der Kakteengewächse (Cactaceae). Der botanische Name der Gattung leitet sich von den griechischen Worten λόφος (lophos) für ‚Haarschopf‘ und φόρά (phora) für ‚(das) Tragen‘ ab. Er verweist auf die Wollbüschel tragenden Areolen der Pflanzen.

## Beschreibung
Die Arten der Gattung Lophophora wachsen niedrig und nahezu geophytisch und bilden häufig Gruppen mit zahlreichen, dicht gedrängten Trieben. Die blaugrünen, gelbgrünen oder manchmal rötlich grünen Triebe sind meist abgeflacht kugelförmig mit eingesenkter Triebspitze. Sie erreichen Wuchshöhen von 2 bis zu 7 Zentimetern und Durchmesser von 4 bis 12 Zentimetern. Die oft deutlichen, senkrechten Rippen bestehen aus niedrigen und gerundeten oder buckelartigen Höckern. Aus den auf den Höckerspitzen sitzenden Areolen entspringt ein Büschel weicher, gelblicher oder weißlicher Wollhaare. Dornen sind nicht vorhanden.
Die zwischen den Areolen an der Triebspitze erscheinenden Blüten sind weiß bis etwas rosafarben oder gelblich weiß, manchmal auch rötlich. Sie öffnen sich am Tag, sind 1 bis 2,4 Zentimeter lang und erreichen einen Durchmesser von 1 bis 2,2 Zentimetern. Ihr Perikarpell ist kahl.
Die keulenförmigen bis verlängerten, fleischigen Früchte sind kahl und mehr oder weniger rosarot. Bei Reife werden sie bräunlich weißlich und trocken. Die Früchte sind nicht aufreißend und 1,5 und 2 Zentimeter lang. Sie enthalten schwarze, birnenförmige, gehöckerte Samen, die 1 bis 1,5 Millimeter lang und 1 Millimeter breit sind.

## Systematik und Verbreitung
Die Gattung Lophophora ist in den Vereinigten Staaten im Bundesstaat Texas sowie im Nordost- und Mittel-Mexiko verbreitet.
Unter dem Namen Peyotl gab der Spanier Francisco Hernandez de Toledo eine erste Beschreibung der Pflanzen, die erst 1790 veröffentlicht wurde und in Europa unbeachtet blieb. Joseph zu Salm-Reifferscheidt-Dyck beschrieb 1845 die Art Echinocactus williamsii. Den Artnamen hatte zuvor schon Charles Lemaire in einem Katalog verwendet.
Die Erstbeschreibung der Gattung Lophophora wurde 1894 von John Merle Coulter veröffentlicht. Die Typusart der Gattung ist Lophophora williamsii.

### Systematik nach N.Korotkova et al. (2021)
Die Gattung umfasst folgenden Arten:
- Lophophora diffusa (Croizat) Bravo
- Lophophora fricii Haberm.
- Lophophora williamsii (Lem. ex Salm-Dyck) J.M.Coult.

### Systematik nach E.F.Anderson/Eggli (2005)
Die Gattung umfasst die Arten:
- Lophophora diffusa (Croizat) Bravo
- Lophophora williamsii (Lem. ex Salm-Dyck) J.M.Coult.

## Nachweise

## Weiterführende Literatur
- Edward F. Anderson: The biogeography, ecology, and taxonomy of Lophophora (Cactaceae). In: Brittonia. Band 21, Nr. 4, Springer, New York 1969, S. 299–310 (doi:10.2307/2805756).
- Edward F. Anderson: Peyote: The Divine Cactus. Arizona 1996, ISBN 0-8165-1654-5.
- G. D. Rowley: Lophophora – species and cultivars. In: CactusWorld. Band 24, Nummer 4, 2006, S. 201–209 (PDF).